# 中国信息通信研究院
中国信息通信研究院（简称“中国信通院”），前身为邮电部邮电科学研究院，始建于1957年，1998年成为信息产业部电信研究院，2008年改称工业和信息化部电信研究院，2014年更至现名，属于工业和信息化部直属科研事业单位。